# Dagestánská vlajka

Dagestánská vlajka
Poměr stran: 1:2

Vlajka Dagestánu, jedné z autonomních republik Ruské federace, je tvořena listem o poměru stran 2:3 se třemi vodorovnými pruhy: zeleným, modrým a červeným.
Oficiální symbolika barev na vlajce není stanovena, zelená barva však zřejmě symbolizuje iberokavkazské národy a islám, modrá turecké národy a mírové nebe a červená indoevropské národy a krev prolitou v boji za svobodu.

## Historie
Od roku 1813 bylo území Dagestánu součástí Ruské říše. Po Říjnové revoluci byl ustanoven Dagestánský oblastní prozatímní výbor, jako místní orgán prozatímní vlády v Petrohradu, který užíval ruskou (bílo-modro-červenou) vlajku. V dubnu 1917 byla také založena strana Džam'íjat ul-Islamija, předsedou se stal Danial Apašev. V květnu 1917 byl na 1. horském sjezdu ve Vladikavkazu ustanoven Svaz sjednocených horalů Kavkazu, který užíval vlajku se třemi vodorovnými pruhy: bílým, zeleným a modrým. (není obrázek)
Nově vzniklá, nezávislá Horská republika (ústava 5. srpna 1917, vláda 11. května 1918) užívala vlajku se sedmi, střídavě zelenými a bílými pruhy a modrým kantonem, v kterém bylo umístěno sedm žlutých, pěticípých hvězd (pod sebou 2, 2, 2 a 1). Hvězdy symbolizovaly členy svazu (Kabardsko, Karačaj(ev)sko, Dagestán, Osetii, Čečensko, ingušsko a Čerkesko).
Poté se v nepřehledné historii užívaly často rudé vlajky sovětské vlády, vlajky se zeleným listem s bílým půlměsícem a třemi bílými hvězdami nebo vlajky s červeným listem se zeleným kantonem, v kterém byl umístěn bílý půlměsíc a sedm bílých sedmicípých hvězd. (nejsou obrázky)

Ruská vlajka užívána v Dagestánu (od roku 1813) Poměr stran: 2:3
Vlajka Horské republiky (1917/18–1921) Poměr stran: ~7:12

20. ledna 1921 byla (dekretem Celoruského ústředního výkonného výboru sovětů RSFR) v rámci Ruska (RSFSR) vytvořena Dagestánská ASSR. 5. prosince 1921 byla přijata ústava Dagestánske ASSR, v které bylo uvedeno (článek č. 99), že obchodní námořní a válečná vlajka Dagestánské SSR (zřejmě bez slova autonomní) je tvořena rudým listem, v jehož horním, žerďovém rohu jsou zlatá písmena D.S.S.R. (Д.С.С.Р.) nebo nápis Dagestánská socialistická sovětská  republika (Дагестанская Социалистическая Советская  Республика). (některé zdroje uvádějí zkratku bez teček)
V roce 1926 byla přijata nová ústava, v které však popis vlajky uveden nebyl (pouze, že existuje). 5. dubna 1927 byla v nové ústavě  (hlava 4, článek 95) vlajka popsána jako červený list se zkříženým, žlutým srpem a kladivem v horním rohu.
Další ústava byla přijata 12. června 1937. Bylo v ní uvedeno (článek č. 112), že vlajkou Dagestánské ASSR je vlajka RSFSR (užívaná v letech 1937–1954), tedy červený list, v jehož levém rohu byly zlaté znaky Р.С.Ф.С.Р. v azbuce, pod nimi (menším písmem) R.S.F.S.R. v latince  a níže pak nápisy Dagestánska A.S.S.R. v deseti jazycích – v ruštině azbukou a avarštině, kumyčtině, darginštině, lezginštině, turečtině, nogajštině, lačtině, tátštině a tabasánl. (není obrázek)
Jednalo se o jazyky, které v únoru 1938 zavedly azbuku a proto byly z vlajky odstraněny dagestánské jazyky a zůstala pouze zkratka Р.С.Ф.С.Р. a pod ní (menším písmem) Д.А.С.С.Р. v cyrilici. (obrázek vlajky je však bez teček)
V roce 1954 byla upravena vlajka RSFSR (vzorem byla vlajka Sovětského svazu) a následně se, podle tohoto vzoru, upravila i vlajka Dagestánské ASSR: červený list o poměru stran 1:2, v jehož horním rohu byl zkřížený zlatý srp a kladivo, nad nimi byla červená, zlatě lemovaná, pěticípá hvězda a pod nimi znaky ДАССР (DASSR) v cyrilici. U žerdi byl nově modrý pruh o šířce 1/8 délky vlajky.

Vlajka Dagestánské SSR (1921–1926) Poměr stran: 1:2
Vlajka Dagestánské ASSR (1938–1954) Poměr stran: 1:2
Vlajka Dagestánské ASSR (1954–1994) Poměr stran: 1:2

13. května 1991 byla přijata Deklarace o státní suverenitě a republika se přejmenovala na Dagestánská SSR – Republika Dagestán. 30. července 1992 se přejmenovala na Republika Dagestán. I po těchto změnách zůstala vlajka zachována.
26. února 1994 přijala Nejvyšší rada Republiky Dagestán usnesení „O státní vlajce Republiky Dagestán”. Vlajka měla současnou podobu, poměr stran však byl 1:2. Autorem vlajky byl Abdulvahháb Muratčajev.

Dagestánská vlajka (1994–2003) Poměr stran: 1:2

V roce 2003 byl poměr stran změněn, zákonem č. 27 ze dne 19. listopadu, z 1:2 na 2:3.

## Vlajka dagestánského prezidenta
Vlajka dagestánského prezidenta vychází ze státní vlajky. Poměr stran je 1:1, uprostřed listu je umístěn znak republiky. Vlajka je lemována zlatým třásněmi. Vlajka je umístěna v kanceláři prezidenta v Machačkale, popřípadě se vztyčuje při ceremoniálech za účasti prezidenta.

Vlajka dagestánského prezidenta Poměr stran: 1:1

## Vlajky dagestánských městských okruhů a rajónů

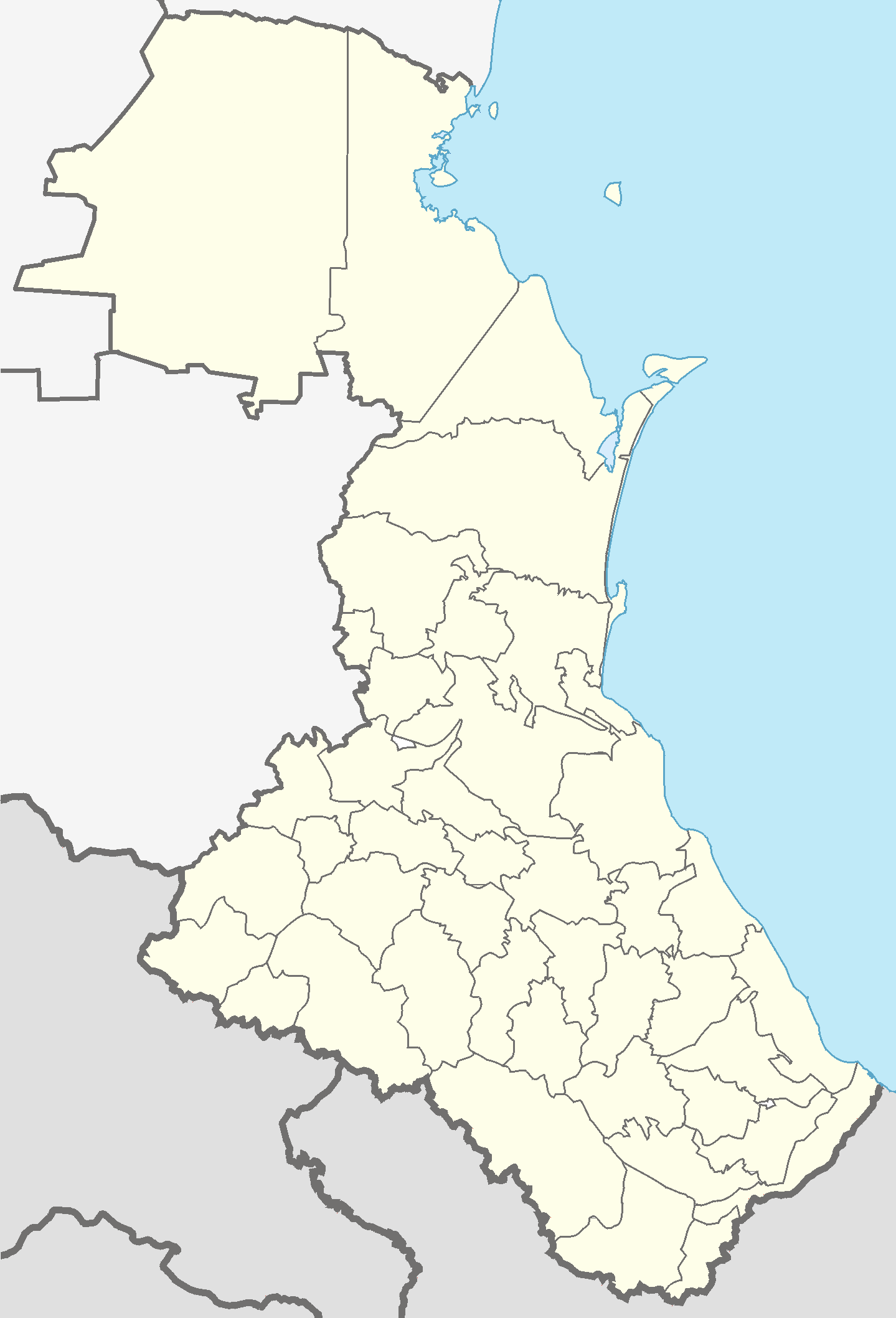
Administrativní členění Dagestánu

Dagestán se člení na 10 městských okruhů a 41 rajónů , jeden z nich je tzv. učastok (rusky Участок). Zřejmě ne všechny subjekty užívají vlastní vlajku.
Městské okruhy

Machačkala (42) Poměr stran: 2:3
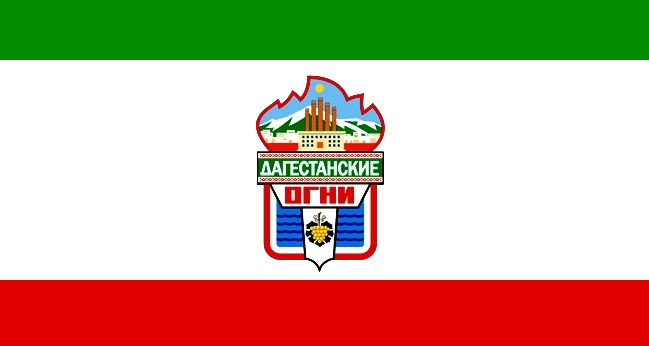
Dagestanskije Ogni (44) Poměr stran: ~1:2
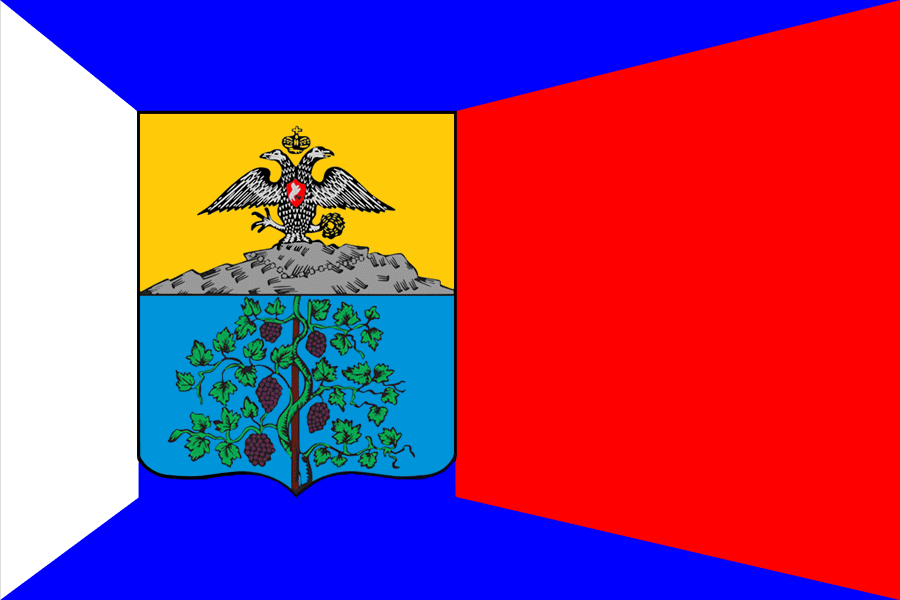
Kizljar (49) Poměr stran: 2:3
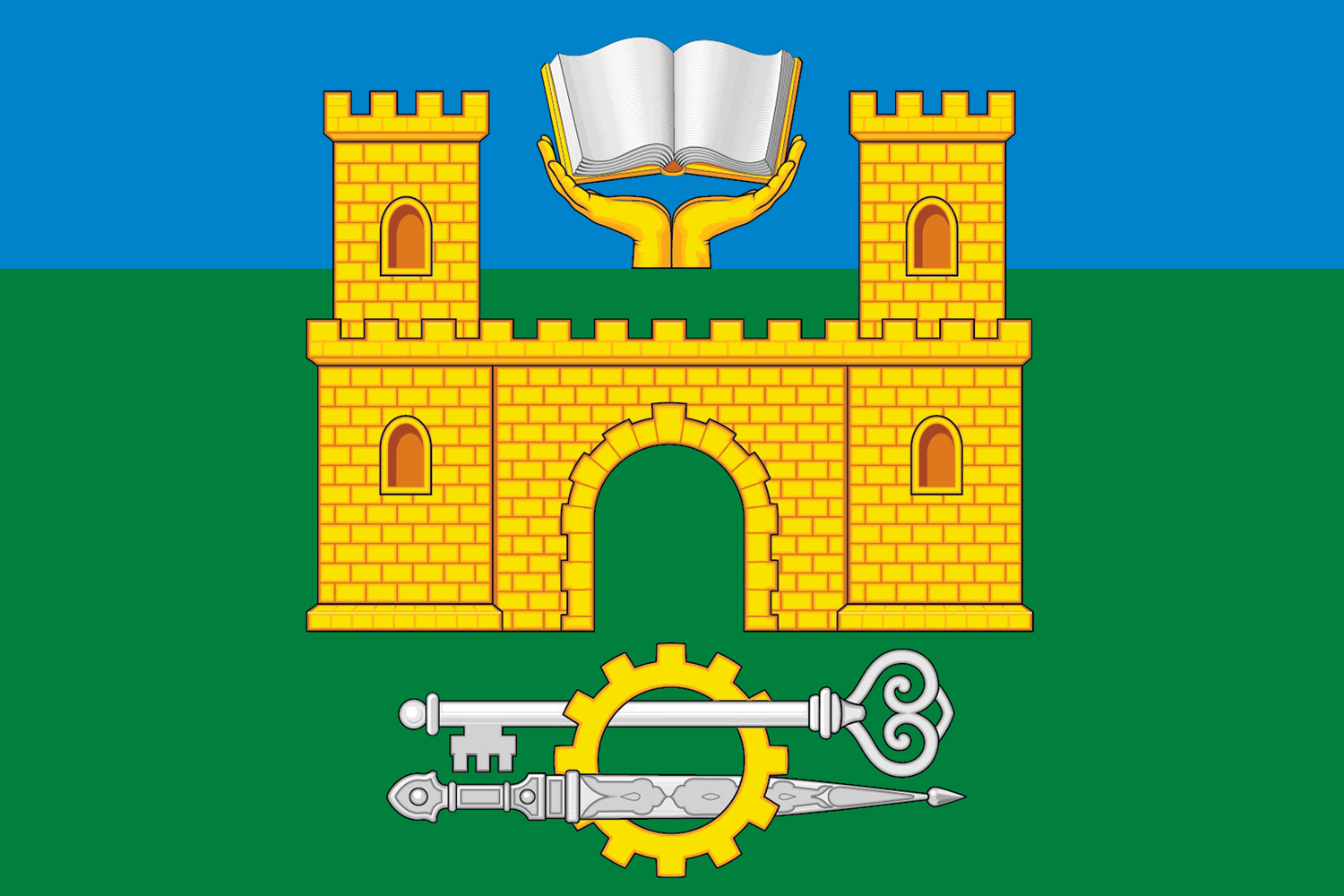
Chasavjurt (50) Poměr stran: 2:3

Rajóny

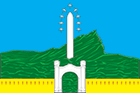
Gunibský rajón (10) Poměr stran: 2:3
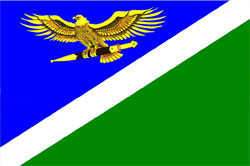
Dachadajevský rajón (11) Poměr stran: 2:3
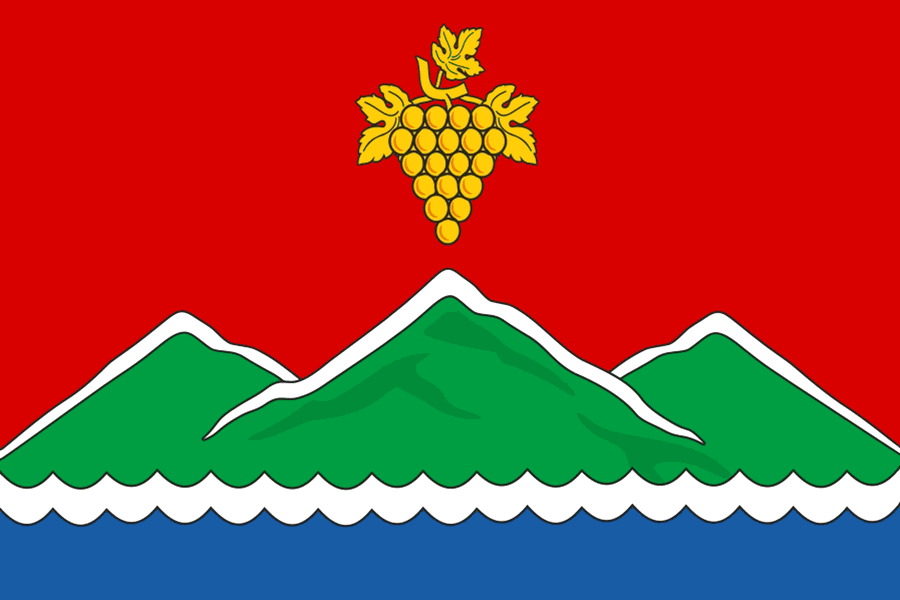
Děrbentský rajón (12) Poměr stran: 2:3
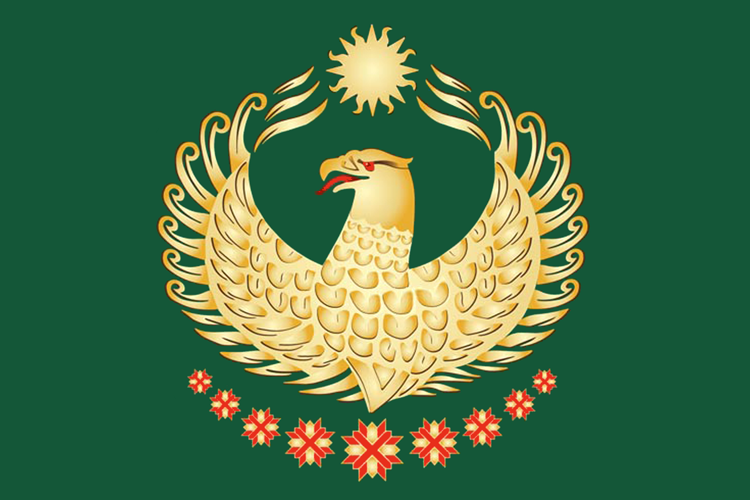
Dokuzparinský rajón (13) Poměr stran: 2:3
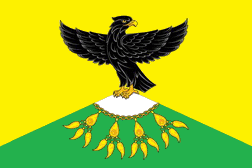
Kulinský rajón (20) Poměr stran: 2:3
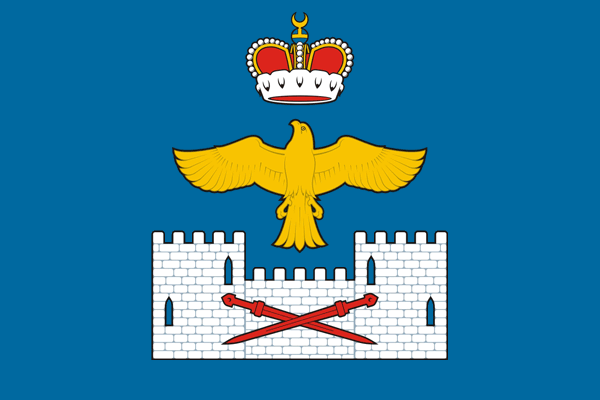
Lakský rajón (23) Poměr stran: 2:3
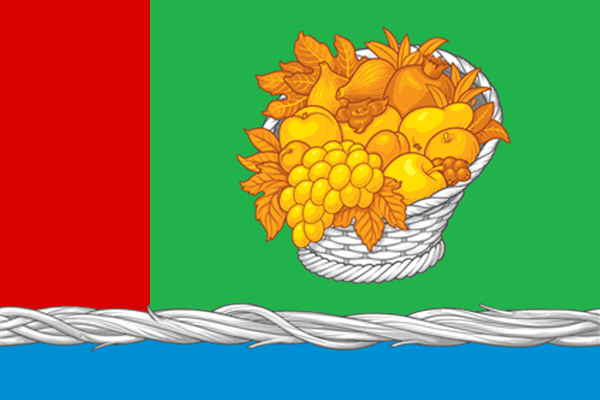
Magaramketský rajón (25) Poměr stran: 2:3
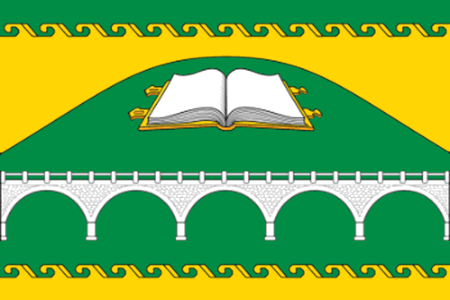
Sulejman-Stalský rajón (30) Poměr stran: 2:3
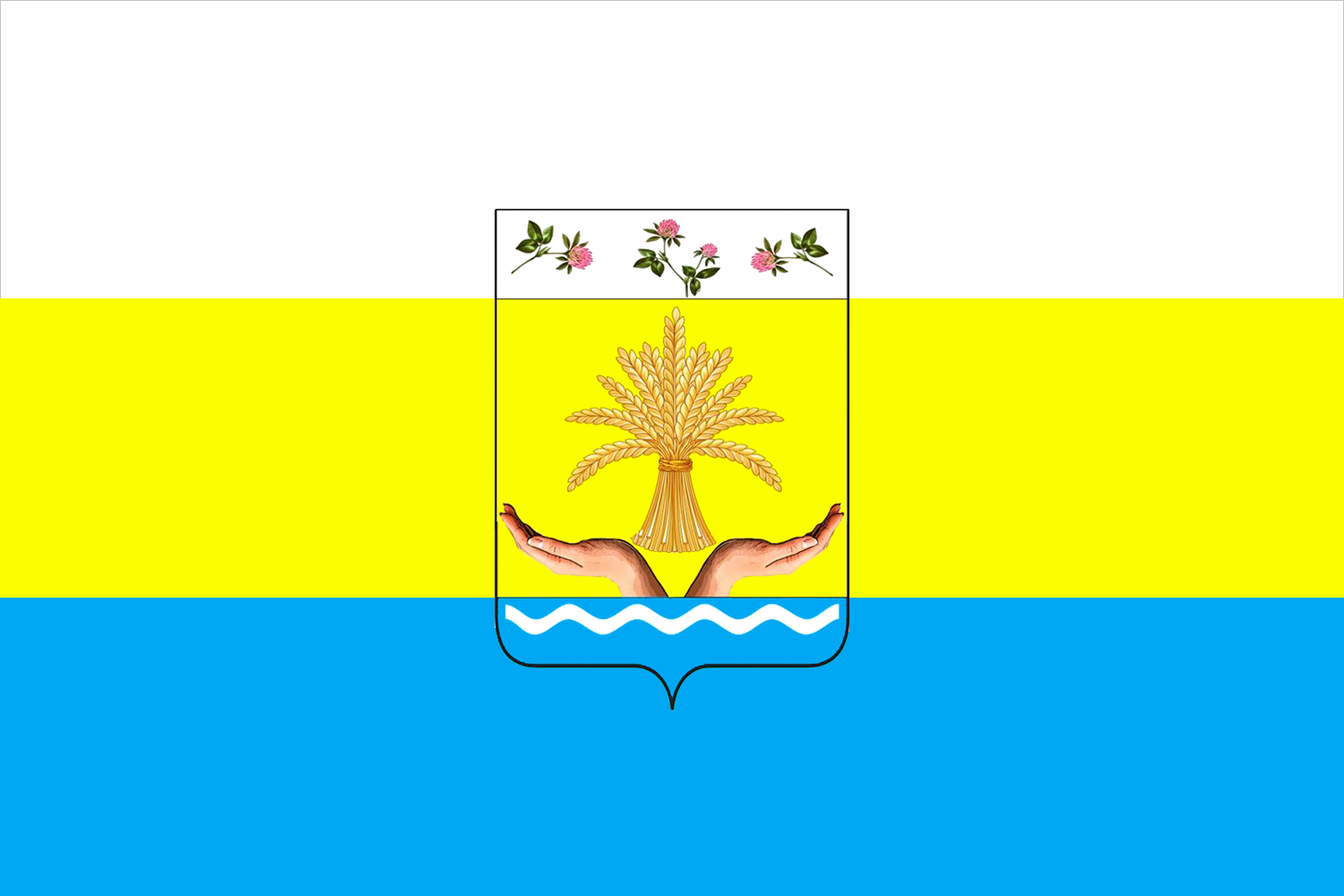
Tarumovský rajón (32) Poměr stran: 2:3
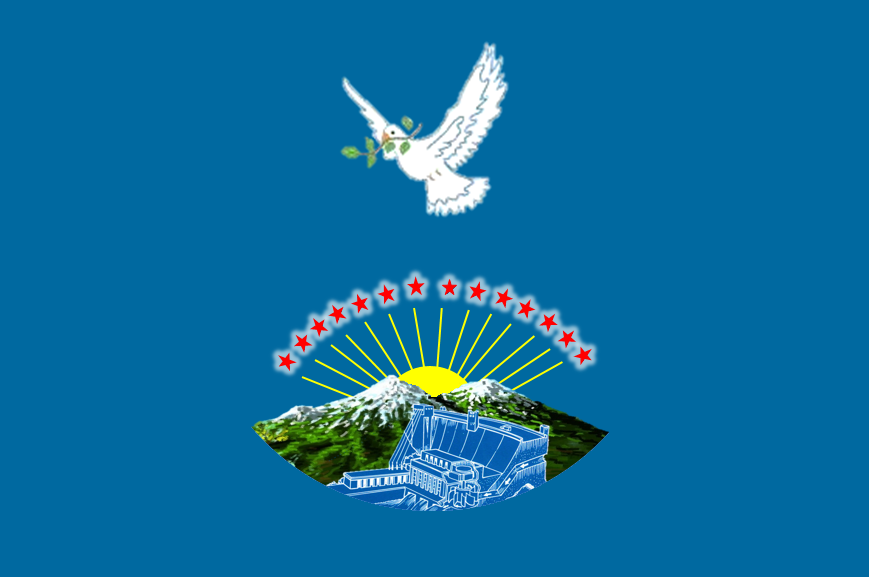
Uncukulský rajón (34) Poměr stran: 2:3